# Elezioni legislative in Francia del 1993
Le elezioni legislative francesi del 1993 si sono tenute il 21 (primo turno) e il 28 marzo (secondo turno). Esse hanno avuto luogo alla naturale scadenza della IX legislatura. Esse hanno visto la vittoria dell'opposizione, nell'ambito della coalizione di centro-destra Union pour la France. Primo ministro è stato quindi nominato Édouard Balladur. Fino al 1995, si è assistito alla seconda coabitazione con il Presidente della Repubblica, François Mitterrand.
«L'Assemblea eletta era la più a destra che avesse conosciuto la Francia da più di un secolo, più della Chambre bleu horizon eletta nel 1919 dopo la guerra e anche più dell'Assemblea uscita dalle urne nel giugno 1968.» (René Rémond)
La nuova maggioranza è la più vasta di tutta la storia parlamentare francese, che si tratti di maggioranza di sinistra, di centro o di destra.
In seguito all'esito elettorale, il Primo ministro Pierre Bérégovoy ha rassegnato le dimissioni

## Risultati
L'indicazione del numero di seggi tiene conto della «nuance politique» assegnata dal ministero dell'interno a ciascun candidato e, dunque, non è stabilita secondo l'appartenenza del candidato eletto a una determinata forza politica.
| Liste                                         | Primo turno | Primo turno | Primo turno | Secondo turno | Secondo turno | Secondo turno | Totale seggi |
| Liste                                         | Voti        | %           | Seggi       | Voti          | %             | Seggi         | Totale seggi |
| --------------------------------------------- | ----------- | ----------- | ----------- | ------------- | ------------- | ------------- | ------------ |
| Raggruppamento per la Repubblica (RPR)        | 5.188.196   | 20,39       | 42          | 5.832.987     | 28,27         | 205           | 247          |
| Unione per la Democrazia Francese (UDF)       | 4.855.274   | 19,08       | 36          | 5.331.935     | 25,84         | 177           | 213          |
| Partito Socialista (PS)                       | 4.476.716   | 17,60       | -           | 5.829.493     | 28,25         | 54            | 54           |
| Fronte Nazionale (FN)                         | 3.159.477   | 12,42       | -           | 1.168.150     | 5,66          | -             | -            |
| Partito Comunista Francese (PCF)              | 2.336.254   | 9,18        | -           | 951.213       | 4,61          | 23            | 23           |
| Divers droite (DVD)                           | 1.199.887   | 4,72        | 2           | 736.372       | 3,57          | 22            | 24           |
| I Verdi (VEC)                                 | 1.022.749   | 4,02        | -           | 20.088        | 0,10          | -             | -            |
| Divers (DIV)                                  | 957.711     | 3,76        | -           | N.D.          | N.D.          | N.D.          | -            |
| Generazione Ecologia (GEC)                    | 921.925     | 3,62        | -           | 17.403        | 0,08          | -             | -            |
| Maggioranza Presidenziale (MAJ) (include DVG) | 457.193     | 1,80        | -           | 448.187       | 2,17          | 10            | 10           |
| Estrema sinistra (EXG)                        | 451.804     | 1,78        | -           | 21.509        | 0,10          | -             | -            |
| Movimento dei Radicali di Sinistra (MRG)      | 228.758     | 0,90        | -           | 237.622       | 1,15          | 6             | 6            |
| Regionalisti (REG)                            | 116.474     | 0,46        | -           | 36.971        | 0,18          | -             | -            |
| Estrema destra (EXD)                          | 69.985      | 0,28        | -           | N.D.          | N.D.          | N.D.          | -            |
| Totale                                        | 25.442.403  |             | 80          | 20.631.930    |               | 497           | 577          |

## Composizione dei gruppi
All'inaugurazione della legislatura, i gruppi erano composti come di seguito indicato.
| Gruppo                            | Membri | Apparentati | Totale | Partiti                                             |
| --------------------------------- | ------ | ----------- | ------ | --------------------------------------------------- |
| Raggruppamento per la Repubblica  | 245    | 12          | 257    | 246 RPR, 11 DVD                                     |
| Unione per la Democrazia Francese | 213    | 2           | 215    | 212 UDF, 3 DVD                                      |
| Socialista                        | 52     | 5           | 57     | 53 PS, 3 MRG, 1 DVG                                 |
| Comunista                         | 22     | 1           | 23     | 22 PCF, 1 DVG                                       |
| Non iscritti                      | 25     | -           | 25     | 10 DVD, 8 DVG, 3 MRG, 1 PS, 1 PCF/PCR, 1 RPR, 1 UDF |
| Totale                            | 557    | 20          | 577    |                                                     |

- Il 29 aprile 1993 si costituisce il gruppo République et liberté, inizialmente comprendente 23 deputati di MRG, MDC, DVG[3].